# Carretera inteligente
Una carretera inteligente es una carretera que incorpora tecnología de generación de electricidad solar, para mejorar el funcionamiento de los coches autónomos, para recargar los vehículos eléctricos, para la iluminación de la vía y para vigilar el estado de la carretera.
Una carretera eléctrica, tal y como la define el Reglamento UE de Combustibles Alternativos, es una instalación física a lo largo de una carretera para la transferencia de electricidad a un vehículo eléctrico, mientras el vehículo está en movimiento.

## Sistemas de transporte inteligente
Los sistemas de transporte inteligentes generalmente se refieren a la utilización de tecnologías de la información y la comunicación (en lugar de las innovaciones en la construcción de la carretera) en el ámbito del transporte por carretera, incluidas infraestructuras, vehículos y usuarios, y en la gestión del tráfico y la gestión de la movilidad, así como para interfaces con otros modos de transporte.

## Pavimento fotovoltaico
El pavimento fotovoltaico es una forma de pavimento que genera electricidad mediante la recopilación de la energía solar, convirtiéndola en energía fotovoltaica. Los estacionamientos, caminos peatonales, calzadas, calles y carreteras son lugares donde se podría utilizar este material.
En 2013 los estudiantes del Instituto Solar de la Universidad George Washington instalaron un camino de paneles solares diseñados por Onyx Solar.
SolaRoad es un sistema que está siendo desarrollado por la Organización Holandesa para la Investigación Científica Aplicada (TNO), el Ooms Groep, Imtech y la provincia neerlandesa de Holanda del Norte. Planean instalar sus paneles en 100 m del carril bici en Krommenie (Holanda] en noviembre de 2014. Un concepto variante de la "vía solar" instalado en Avenhorn, por Ooms Avenhorn Holding AV, utiliza asfalto y tarmac para absorber los rayos del sol y calentar el agua para su uso en la calefacción doméstica.
La empresa Solar Roadways (Carreteras Solares) de Idaho, EE. UU., está desarrollando un prototipo de sistema para reemplazar las carreteras actuales, los estacionamientos y los caminos de entrada con paneles solares fotovoltaicos de carretera que generan electricidad para ayudar a todos.

## Recarga en marcha del vehículo eléctrico
El vehículo eléctrico en línea desarrollado por KAIST (Instituto Superior Coreano de Ciencia y Tecnología) tiene circuitos eléctricos integrados en la carretera que alimentarán vehículos convenientemente adaptados mediante inducción electromagnética sin contacto. Un sistema piloto para alimentar autobuses eléctricos está en desarrollo.